# 熊野宮 (小平市)
熊野宮（くまのぐう）は、東京都小平市の神社。

## 歴史
1661年（寛文元年）に創建された。小川九郎兵衛は新田開発に際して、開拓地の産土神として、武蔵国多摩郡殿ヶ谷村（現・東京都西多摩郡瑞穂町殿ヶ谷）の阿豆佐味天神社から分霊を勧請した。当初は九郎兵衛の屋敷内で祀っていたが、1704年（宝永元年）に榎の大木の側に移転した。この大木は「武蔵野の一本榎」と呼ばれ、青梅街道を行き来する旅人の目印となっていた。この逸話により、当社は「一本榎神社」とも呼ばれている。

## 境内社
- 一本榎神社
- 八幡宮
- 天神社
- 稲荷神社
- 白山社
- 庚申社
- 祖霊社

## 文化財
- 武蔵野乃一本榎跡（小平市指定史跡）[3]
- 熊野宮のケヤキ（小平市指定天然記念物）[3]

## 交通アクセス
- 小平駅より徒歩14分。